# Distretto di Hazro
Il distretto di Hazro (in turco Hazro ilçesi) è uno dei distretti della provincia di Diyarbakır, in Turchia.